# Димитър Айгъров
Димитър (Мицо) Андонов Айгъров е български революционер, деец на Вътрешната македоно-одринска революционна организация.

## Биография
Димитър Айгъров е роден през 1866 година в ениджевардарското село Дамян, тогава в Османската империя. Става член на ВМОРО малко преди Илинденско-Преображенското въстание. Последователно е четник при Христо Бабянски, Апостол Петков, Христо Чернопеев и Коста Калканджиев. Четник е и при Боби Стойчев в Кумановско. Към 1906-1907 година е енорийски свещеник на  Екзархията в Литовой.
През пролетта на 1908 година минава в България, а след общата амнистия от 1908 година след Младотурската революция се завръща в родното Дамян. Там се жени и живее мирно. Заради своя братовчед Дильо Айгъров, бивш деец на ВМОРО и гъркоманин близък до властта след 1912 година, Димитър Айгъров е често тормозен и бит от новата гръцка власт. След Балканската война подпомага четата на Христо Зинов, заради което е отново репресиран. 
През 1924 година се изселва в България. Оземлен е в Свети Влас, Анхиалско. На 15 март 1943 година, като жител на Свети Влас, подава молба за българска народна пенсия, която е одобрена и пенсията е отпусната от Министерския съвет на Царство България. Умира през 1947 година в Свети Влас.